# Buch (hessisch-meiningisches Geschlecht)
Buch ist der Name eines aus Hessen stammenden und im Jahr 1858 in Sachsen-Meiningen-Hildburghausen nobilitierten Geschlechts.
Es besteht keine Stammverwandtschaft zu den thüringischen Grafen von Buch oder den brandenburgischen Herren von Buch.

## Geschichte
Die Stammreihe der Familie beginnt mit dem aus Gießen stammenden Konrektor am Pädagogium in Kassel, Johann Buch (1515–1599), der später auch Ratsschöffe und Bibliothekar an der dortigen Landesbibliothek war. Von 1540 an war er Erzieher der Söhne des Landgrafen Philipp des Großmütigen von Hessen, so unter anderem von Wilhelm dem Weisen, und sogar noch von wiederum dessen Sohn Moritz von Hessen-Kassel, genannt „der Gelehrte“ (1572–1632). Ebenso war sein Sohn Wilhelm Buch 1580 als Erzieher der Söhne des Landgrafen Georg I. von Hessen-Darmstadt genannt. Ein Nachfahre war Heinrich Wilhelm Buch, Bürgermeister von Kassel. Dessen Urenkel, der sachsen-meiningische Staatsminister, Oberst und Regimentskommandeur Gustav von Buch (1802–1887), wurde am 1. Mai 1858 in Meiningen nobilitiert. Wie schließlich er selbst, stand auch je ein Sohn und ein Enkel als General in preußischen respektive deutschen Diensten.
Aus der bürgerlichen Linie traten Angehörige um die Mitte des 18. Jahrhunderts in bentheimsche Dienste. In Osnabrück stellten sie hannoverscher Regierungsbeamte. Ein Zweig wanderte nach Holland ab und widmete sich Kaufmännischen Berufen.

## Angehörige
- Johann Buch (1515–1599), Ratsschöffe und Bibliothekar an der hessischen Landesbibliothek zu Kassel, sowie Erzieher der Söhne des Landgrafen Philipp des Großmütigen von Hessen, unter anderem von Wilhelm dem Weisen, späterhin auch dessen Mentor
- Wilhelm Buch († 1625), Erzieher der Söhne des Landgrafen Georg I. von Hessen-Darmstadt
- Heinrich Wilhelm Buch (1713–1781), Jurist und Bürgermeister von Kassel
- Gustav von Buch (1802–1887), sachsen-meiningscher Staatsminister und Regimentskommandeur, sowie preußischer Generalmajor
- Maximilian von Buch (1837–1918), preußischer General der Infanterie
- Friedrich von Buch (1876–1959), deutscher Generalmajor[6]

## Wappen
Das bürgerliche redende Wappen zeigt in Gold auf grünem Boden einen grünen Baum (Buche). Auf dem bewulsteten Helm mit grün-goldenen Decken der Baum zwischen goldenen Büffelhörnern.
Das adelige Wappen (1858) zeigt im geteilten Schild, oben in Blau geschränkt ein Schwert und einen Türkensäbel, beides mit goldenen Griffen, unten in Silber auf grünem Dreiberg eine grüne Buche. Auf dem gekrönten Helm (ohne Decken) ein offener schwarzer Flug. Wahlspruch: „VIRTUTE ET FIDELITATE“ (= „für Tugend und Treue“).